# Đông Á bệnh phu
"Đông Á bệnh phu" hay "Á châu bệnh phu" (tiếng Trung: 東亞病夫、亞洲病夫; bính âm: Dōngyà bìngfū, tiếng Anh: Sick man of Asia) ban đầu được nhắc đến nước Trung Hoa vào cuối thế kỷ 19 và đầu thế kỷ 20 khi Trung Quốc bị chia tách thành nhiều phe phái quân phiệt, và thường được sử dụng bởi các nước phương Tây. Trước đó, người Anh đã bán lại thuốc phiện từ Công ty Đông Ấn vào Trung Quốc để đổi lại việc buôn bán trà. Nhưng việc buôn bán lại khiến cho nhiều người bị nghiện, do đó đây có thể là nguồn gốc của từ "bệnh". Sau khi bại trận trong hai cuộc chiến tranh nha phiến với Anh, triều đình Mãn Thanh (1644 – 1911) buộc phải ký một loạt các hiệp ước bất bình đẳng với các nước thực dân phương Tây, và bị người Nhật dòm ngó với đỉnh điểm là cuộc xâm lược Trung Quốc từ năm 1937 đến năm 1945. Từ "bệnh phu" (con bệnh) có thể bị coi là xúc phạm vì nó ám chỉ một quốc gia suy yếu, vì nó lần đầu tiên được sử dụng cho đế chế Ottoman đang suy tàn. Chính quyền Thanh triều khi đó cũng đang trải qua tình trạng bất ổn xã hội, suy thoái kinh tế, tham nhũng và tan rã chính trị.
Cụm từ này được cho là bắt nguồn vào khoảng năm 1895, và được hiểu gần như tương tự với từ "Âu châu bệnh phu", ám chỉ việc Sa hoàng Nicholas vào năm 1853 miêu tả đế chế Ottoman đang suy yếu và sau đó là đế chế Habsburg của Áo – Hung. Sau Thế chiến thứ nhất, cụm từ này được áp dụng cho nhiều quốc gia thuộc châu Âu bao gồm Pháp, Ý, Anh và Đức.
Một trong những cách sử dụng cụm từ đáng chú ý nhất thế kỷ 20 là trong bộ phim Hồng Kông Tinh Võ Môn năm 1972 do Lý Tiểu Long đóng vai chính, được công chiếu trên khắp châu Á bao gồm cả Trung Quốc và Nhật Bản và thu về 17 triệu đô la trên toàn cầu. John Gillett trong chương trình "Monthly Film Bulletin" đã đánh giá nội dung phim "vô cùng ngây thơ" và "khuynh hướng chống Nhật Bản khá rõ rệt".
Giống như từ "Âu châu bệnh phu", nó cũng được dùng để chỉ các quốc gia châu Á khác trong thế kỷ 21. Ví dụ, trong một bài báo có tựa đề The Sick Man of Asia, Michael Auslin đã đề cập đến Nhật Bản, không phải Trung Quốc. Và trong một bài viết ngày 9 tháng 3 năm 2018 trên tờ Consult-Myanmar có tựa đề Myanmar không còn là "con bệnh" của ASEAN – Danh dự đến..., cả Myanmar và Thái Lan đều được gọi là "con bệnh của ASEAN".
Một ví dụ khác, vào năm 2014 tại Diễn đàn đầu tư Euromoney Philippines 2014, Tổng thống Philippines Benigno Aquino III đã công khai bảo vệ đất nước mình khi bị coi là một "Á châu bệnh phu" mới, trích dẫn một cuộc khảo sát của Tổ chức Ngoại thương Nhật Bản cho thấy "Philippines là nước có lợi nhuận cao thứ hai trong số các nước ASEAN-5, bên cạnh Thái Lan". Lý do cho những nhận thức của Tổng thống Aquino đã bác bỏ bao gồm sự phát triển không đồng đều và nghèo đói nghiêm trọng, từ năm 2000 đến 2006 thu nhập danh nghĩa của Philippines tăng 37% trong khi hệ số Gini chỉ giảm 5%. Một nguyên nhân khác cho từ "bệnh phu" bao gồm các vụ bê bối tham nhũng chính trị ở Philippines.
Năm 2020, một bài báo trên tờ Wall Street Journal liên quan đến dịch bệnh COVID-19 đã được đặt tên là "China Is the Real Sick Man of Asia" (Trung Quốc là con bệnh thật sự của châu Á). Bài viết đã gây ra sự tức giận từ một số người dân Trung Quốc và Chính phủ Trung Quốc. Trung Quốc xem một số nội dung trong bài báo nói trên là phân biệt chủng tộc, cũng như xem thường nỗ lực chiến đấu với dịch virus corona của nước này, đồng thời rút thẻ của 3 nhà báo của tờ Wall Street Journal và ra lệnh trục xuất họ. Một số người dường như tin rằng từ này chỉ dùng để mô tả một số chính phủ và để suy luận thành phân biệt chủng tộc là không chính xác. Trong khi đó, một số người khác dường như tin rằng đó cũng là một sự ám chỉ không thể chấp nhận được đối với người Trung Quốc chứ không phải là một quốc gia.